# Hidruro

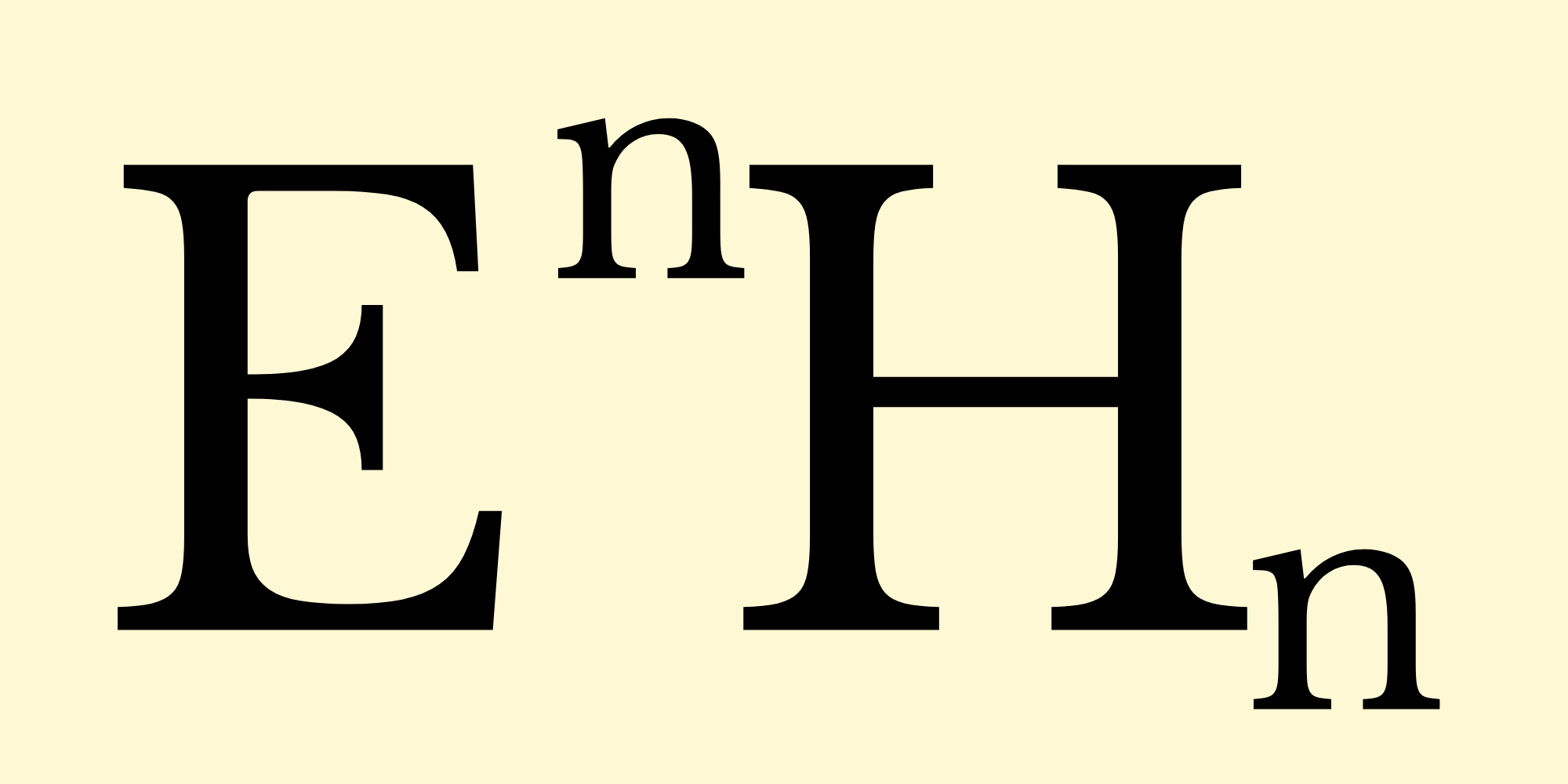
Fórmula de hidruros de los grupos I-XV.

Un hidruro es un compuesto químico formado por cualquier elemento y un hidrógeno, se dividen en hidruros metálicos, los cuales se forman con un metal + un hidrógeno, e hidruros no metálicos, los cuales se forman por un no metal + un hidrógeno.

## Estados
En un hidruro metálico el estado de oxidación del hidrógeno es -1. Además en disolución acuosa pueden aparecer el catión H+ (usualmente en la forma H3O+). Sin embargo, el catión H2+ no puede existir físicamente ya que el hidrógeno solo dispone de un electrón de valencia. Por otra parte el tratamiento riguroso de la mecánica cuántica predice que el anión H2- tampoco puede existir, aunque por razones diferentes relacionadas con el hamiltoniano cuántico de un átomo poliectrónico.

## Hidruros no metálicos
Son compuestos formados por hidrógeno y un elemento no metálico. El no metal siempre actúa con su menor número de valencia, por lo cual cada uno de ellos forma un solo hidruro no metálico. Generalmente se encuentran en estado gaseoso a la temperatura ambiente. Algunos manifiestan propiedades ácidas, tales como los hidruros de los elementos flúor, cloro, bromo, yodo, azufre, selenio y telurio; mientras que otros no son ácidos, como el agua, amoníaco, metano, silanos, etc.

### Hidruros no metálicos de carácter ácido
- Se formulan escribiendo primero el símbolo del hidrógeno y después el del elemento. A continuación se intercambian las valencias. El hidrógeno actúa con su valencia positiva (+1) y se combina con los  elementos no metales del grupo 17 (flúor, cloro, bromo y yodo con valencia-1), y con los elementos no metales del grupo 16 (azufre, selenio y telurio con valencia –2).[2]
- Se nombran añadiendo la terminación -uro en la raíz del nombre del no metal y especificando, a continuación, de hidrógeno. La siguiente tabla recoge algunos ejemplos de hidruros no metálicos:

| Fórmula | Nomenclatura de composición o estequiométrica | En disolución acuosa |
| ------- | --------------------------------------------- | -------------------- |
| HF      | fluoruro de hidrógeno                         | ácido fluorhídrico   |
| HCl     | cloruro de hidrógeno                          | ácido clorhídrico    |
| HBr     | bromuro de hidrógeno                          | ácido bromhídrico    |
| HI      | yoduro de hidrógeno                           | ácido yodhídrico     |
| H2S     | sulfuro de hidrógeno                          | ácido sulfhídrico    |
| H2Se    | seleniuro de hidrógeno                        | ácido selenhídrico   |
| H2Te    | telururo de hidrógeno                         | ácido telurhídrico   |

### Compuestos especiales
- Se formulan indicando, primero el símbolo del elemento y, luego, el del hidrógeno. A continuación, se intercambian las valencias.
- Todos estos compuestos reciben nombres tradicionales admitidos por la Unión Internacional de Química Pura y Aplicada (IUPAC) en sus reglas aplicables a la nomenclatura, y son los que habitualmente utilizan los químicos. Los más importantes son:

| Fórmula | Nombrados así por la IUPAC                                                 |
| ------- | -------------------------------------------------------------------------- |
| H2O     | Agua (nombrado así tradicionalmente) u Oxidano [nota 1]                    |
| H2S     | Sulfano [nota 2]                                                           |
| H2Se    | Selano                                                                     |
| H2Te    | Telano                                                                     |
| NH3     | Amoníaco (nombrado así tradicionalmente) o Azano [nota 3]                  |
| PH3     | Fosfina (nombrado así tradicionalmente) o Fosfano (nuevo nombre oficial)   |
| AsH3    | Arsina (nombrado así tradicionalmente) o Arsano (nuevo nombre oficial)     |
| SbH3    | Estibina (nombrado así tradicionalmente) o Estibano (nuevo nombre oficial) |
| CH4     | Metano (nombrado así tradicionalmente) o Carbano [nota 4]                  |
| SiH4    | Silano                                                                     |
| BH3     | Borano                                                                     |

## Hidruros metálicos
Son compuestos binarios constituidos por hidrógeno y un elemento metálico. 
- Se formulan escribiendo primero el símbolo del elemento metálico.
- Se nombran con la palabra hidruro seguida del nombre del metal.

Algunos ejemplos importantes de este tipo de hidruros son:
NaH → hidruro de sodio
LiH → hidruro de litio
CaH2 → hidruro de calcio
SrH2 → hidruro de estroncio
Los hidruros metálicos son el resultado de la unión entre el hidrógeno y un elemento metálico.
metal + hidrógeno → hidruro metálico
Na + H1 → NaH
Los hidruros metálicos se caracterizan por ser los únicos compuestos en los que el hidrógeno funciona como número de oxidación de –1. Para escribir la fórmula de un hidruro metálico primero se escribe el símbolo del elemento metálico (parte positiva) y después el del hidrógeno (parte negativa). Por ejemplo, la fórmula del hidruro que resulta al combinarse el calcio con el hidrógeno es la siguiente:
Ca2+ H1-2
Para nombrarlos se utiliza la palabra hidruro, la preposición de y el nombre del elemento metálico. En el sistema de Ginebra se usan las terminaciones -ico y -oso para indicar el mayor y el menor número de oxidación del elemento metálico, respectivamente; en el sistema de IUPAC esta distinción entre compuestos formados por el mismo elemento, pero con números de oxidación distintos, se señala con números. El hidruro es el mismo en ambos sistemas.